# 中条村 (広島県)
中条村（なかじょうむら）は、広島県深安郡にあった村。現在の福山市の一部にあたる。

## 地理
神辺平野（福山平野）の北部、中条川（今信川）の流域に位置していた。

## 歴史
- 1889年（明治22年）4月1日、町村制の施行により、安那郡東中条村、西中条村、三谷村が合併して村制施行し、中条村が発足[1][2]。旧村名を継承した東中条、西中条、三谷の3大字を編成[2]。
- 1895年（明治28年）中条銀行設立[2]。1910年（明治43年）桑田銀行と合併[2]。
- 1898年（明治31年）10月1日、郡の統合により深安郡に所属[1][2]。
- 1919年（大正8年）中条郵便局開設[2]。
- 1936年（昭和11年）電気点灯[2]。
- 1954年（昭和29年）3月31日、深安郡神辺町、竹尋村、道上村、御野村、湯田村と合併し、神辺町が存続して廃止された[1][2]。

## 産業
- 農業、畜産[2]

## 教育
- 1891年（明治24年）中条尋常小学校開校[2]。1908年（明治42年）中条尋常高等小学校に改称[2]。